# 부산대학교 소장 대동여지도
대동여지도(大東輿地圖)는 부산광역시 금정구 부산대학교에 있는 조선시대의 지도이다. 2018년 1월 31일 부산광역시의 유형문화재 제188호로 지정되었다.

## 개요
대동여지도는 철종 12년(1861)에 고산자 김정호(古山子 金正浩)가 만든 우리나라 전국 지도로 최고의 선본이다. 총 22 첩으로 되어 있으며 병풍처럼 접고 펼 수 있는 분첩절첩식(分疊折帖式) 형태로 되어 있어 모두를 아래 위로 맞추면 전국지도가 된다. 제1첩에는 지도유설, 경도 및 각 도별 人物수, 지도표, 경도오부지도 등이 수록되어 있고 제2첩부터 제21첩까지가 전국지도이다.
대동여지도는 초간된 신유본(辛酉本)과 재간된 갑자본(甲子本)의 2종류가 전하는데, 부산대학교도서관 소장 대동여지도는 1861년(철종 12)에 간행된 신유본에 속한다. 전체의 내용은 완벽하나 제1첩의 지도유설 2면과 수선전도(首善全圖)에 해당되는 도성도 1 면은 필사되어 있다. 필사된 부분에서 오류가 발견되지만, 목판의 인쇄상태와 채색 솜씨, 그리고 보존상태 등이 양호하며 필사된 3면을 제외하고는 현재 보물로 지정되어 있는 3점과 꼭 같다.
지도가 기밀 사항이라 다수를 인간(印刊)할 수 없었던 당시의 사정으로 보아 대체로 5~6부 정도 인출되었다고 볼 때, 부산대학교 도서관 소장 대동여지도는 고산자 김정호가 직접 인간한 모본이라는 점에서 문화재적 가치를 가진다.

## 참고 문헌
- 대동여지도 - 국가유산청 국가유산포털